# Херді Пренга
Херді Пренга (алб. Herdi Prenga, нар. 31 серпня 1994, Задар) — хорватський та албанський футболіст, захисник клубу «Локомотива».

## Клубна кар'єра
Народився 31 серпня 1994 року в хорватському місті Задар, оскільки його батько, футболіст збірної Албанії Беснік Пренга, в той час виступав у Хорватії за клуб «Задар». 
Вихованець футбольної школи клубу «Динамо» (Загреб). Не пробившись до першої команди «динамівців», влітку 2013 року Херді був відданий в оренду в «Сесвете», в якому до кінця року взяв участь у 17 матчах Другої ліги чемпіонату.
У лютому 2014 року був відданий в оренду в клуб Першої ліги «Локомотива», де виступав до літа 2015 року, після чого клуб викупив контракт гравця. Загалом встиг відіграти за загребських «локомотивів» 65 матчів в національному чемпіонаті.

## Виступи за збірні
2009 року дебютував у складі юнацької збірної Хорватії, взяв участь у 27 іграх на юнацькому рівні.
13 серпня 2014 року провів свій перший і єдиний матч у складі молодіжної збірної Хорватії в товариській грі проти однолітків з Чорногорії (0:0). 
У січні 2015 року Пренга заявив албанським ЗМІ, що він бажає продовжити кроки свого батька і захищати кольори збірної Албанії й що це було б великою честю для нього. З огляду на це тренер «молодіжки» Албанії зв'язався з 20-річним гравцем і вже в березні він був викликаний до своєї нової збірної. Проте через проблеми з документами дебютувати в її складі Херді зміг лише у вересні у відборі до Євро-2017 проти однолітків з Ізраїлю (1:1). Наразі молодіжному рівні за албанців Пренга зіграв у 10 офіційних матчах, забив 1 гол.

## Статистика виступів

### Статистика клубних виступів
| Сезон                  | Команда                | Чемпіонат              | Чемпіонат | Чемпіонат | Національний кубок | Національний кубок | Національний кубок | Континентальні кубки | Континентальні кубки | Континентальні кубки | Інші змагання | Інші змагання | Інші змагання | Усього | Усього |
| Сезон                  | Команда                | Ліга                   | Ігор      | Голів     | Ліга               | Ігор               | Голів              | Ліга                 | Ігор                 | Голів                | Ліга          | Ігор          | Голів         | Ігор   | Голів  |
| ---------------------- | ---------------------- | ---------------------- | --------- | --------- | ------------------ | ------------------ | ------------------ | -------------------- | -------------------- | -------------------- | ------------- | ------------- | ------------- | ------ | ------ |
| 2013-14                | «Сесвете»              | 2Л                     | 17        | 1         | КХ                 | 0                  | 0                  | -                    | -                    | -                    | -             | -             | -             | 17     | 1      |
| 2013–14                | «Локомотива»           | 1Л                     | 10        | 0         | КХ                 | 0                  | 0                  | -                    | -                    | -                    | -             | -             | -             | 10     | 0      |
| 2014–15                | «Локомотива»           | 1Л                     | 28        | 1         | КХ                 | 4                  | 0                  | -                    | -                    | -                    | -             | -             | -             | 32     | 1      |
| 2015–16                | «Локомотива»           | 1Л                     | 26        | 1         | КХ                 | 3                  | 0                  | ЛЄ                   | 2                    | 0                    | -             | -             | -             | 31     | 1      |
| 2016–17                | «Локомотива»           | 1Л                     | 1         | 0         | КХ                 | 0                  | 0                  | ЛЄ                   | 2                    | 2                    | -             | -             | -             | 3      | 2      |
| Усього за «Локомотиву» | Усього за «Локомотиву» | Усього за «Локомотиву» | 65        | 2         |                    | 7                  | 0                  |                      | 4                    | 2                    |               | -             | -             | 76     | 4      |
| Усього за кар'єру      | Усього за кар'єру      | Усього за кар'єру      | 82        | 3         |                    | 7                  | 0                  |                      | 4                    | 2                    |               | -             | -             | 93     | 5      |

## Титули і досягнення
- Чемпіон Латвії (4):

«Рига»: 2019, 2020
«РФШ»: 2023, 2024
- Володар Кубка Латвії (1):

РФШ: 2024
- Володар Суперкубка Латвії (1):

РФШ: 2025